# Martina Werner (Politikerin)

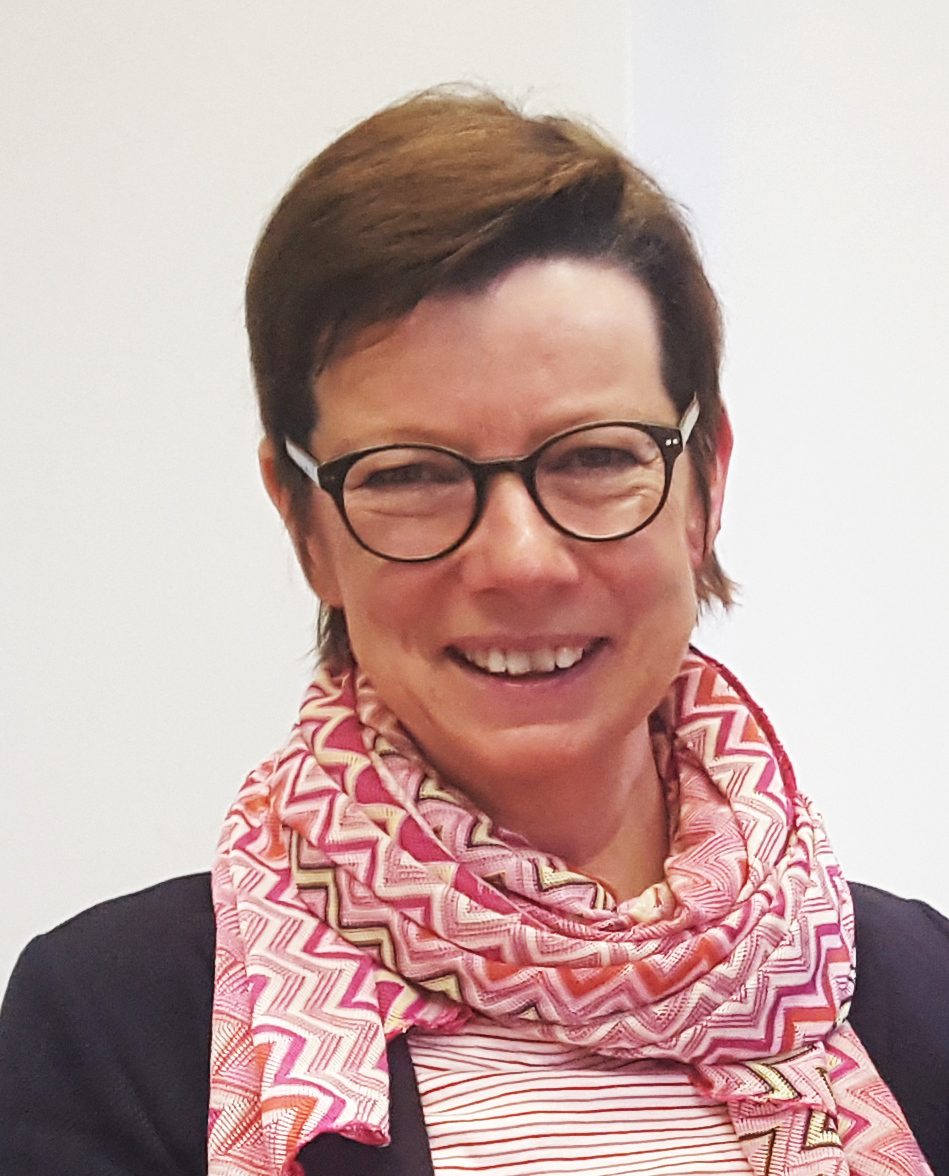
Martina Werner (2017)

Martina Werner (* 28. Dezember 1961 in Kassel) ist eine deutsche Politikerin (SPD). Von 2014 bis 2019 war sie Mitglied des Europäischen Parlaments.

## Leben
Werner wurde im Dezember 1961 als Tochter eines Maschinenschlossers und einer Friseurin geboren. Sie wuchs mit ihrem Bruder in Kassel-Bettenhausen auf und legte im Jahr 1982 ihr Abitur an der Herderschule Kassel ab.
Danach absolvierte sie eine Ausbildung zur Hotelkauffrau. In den Jahren 1985 bis 1991 studierte sie Wirtschaftswissenschaften an der Kasseler Gesamthochschule (Abschluss: Diplom-Ökonomin). Sie war dann kurzzeitig in der Abteilung Marketing der Kasseler Verkehrs- und Versorgungs-GmbH (KVV) tätig und wurde 1992 Referentin bei der Wirtschaftsförderung Region Kassel GmbH. Seit Ende 2001 arbeitet sie als Sonderfachdienstleiterin im Beteiligungsmanagement des Landkreises Kassel.
Werner ist verheiratet und lebt in der Gemeinde Niestetal im Landkreis Kassel.

## Politik
Sie war zunächst Mitglied der Sozialistischen Jugend Deutschlands – Die Falken und trat im Jahr 1982 in die SPD ein. Von 1993 bis 1999 war sie Vorsitzende des Ortsvereins Kassel-Bettenhausen. Darüber hinaus war sie Mitglied im Unterbezirksvorstand und -ausschuss in Kassel. Seit 2003 ist sie stellvertretende SPD-Bezirksvorsitzende Hessen-Nord und seit 2008 Vorsitzende des Ortsvereins Niestetal.

### Abgeordnete
Werner ist kommunalpolitisch aktiv. Sie war von 1989 bis 1992 Stadtverordnete von Kassel. Seit 2006 ist sie Gemeindevertreterin in Niestetal. Bei der Bürgermeisterwahl 2009 im nordhessischen Spangenberg im Schwalm-Eder-Kreis unterlag sie mit 49,6 Prozent dem Amtsinhaber Peter Tigges (CDU), der 50,4 Prozent erreichte.
Bei der 8. Europawahl 2014 kandidierte sie als Nachfolgerin von Barbara Weiler auf dem Listenplatz 16, den sie zuvor auf der SPD-Europadelegiertenkonferenz in Berlin einnahm. Sie wurde dann am 25. Mai 2014 in das Europaparlament gewählt. Dort war sie Mitglied des Ausschusses für Industrie, Forschung und Energie und der Delegation in der Paritätischen Parlamentarischen Versammlung AKP-EU sowie Stellvertreterin des Ausschusses für internationalen Handel und der Delegation für die Beziehungen zu Kanada. Bei der Europawahl 2019 wurde sie nicht wieder gewählt.
Bei der Europawahl 2024 kandidiert Werner auf Platz 17 der Europawahlliste der SPD.

## Mitgliedschaften und Engagement
Werner engagierte sie sich über viele Jahre ehrenamtlich als Kassiererin beim Kasseler Jugendring der AWO und ist Mitglied bei:
- Arbeiterwohlfahrt (AWO)
- Arbeiter-Samariter-Bund (ASB)
- Förderverein Waldauer Enten-Kirmes e.V., Technik-Museum Kassel e.V. und im TSV Heiligenrode e.V
- IG Bergbau, Chemie, Energie
- ver.di